# Spiral (SING LIKE TALKINGの曲)
「Spiral」（スパイラル）は、SING LIKE TALKINGの楽曲である。 
2019年5月29日にユニバーサルミュージックより41作目のシングルとして発売された。

## 概要
メジャーデビュー31年目に突入後では初のシングルで、ドラマ主題歌となったシングルは26thシングル『Firecracker』（1998年）以来。
表題曲「Spiral」は、テレビ東京系 ドラマBiz『スパイラル〜町工場の奇跡〜』の主題歌として書き下ろされた楽曲。メンバーは原作に目を通し、ドラマの世界観を踏まえて楽曲を制作した。楽曲中ではドラマ制作側からの最大のリクエストテーマとなった「希望」について歌われており、佐藤は「限りなく現実的かつ冷酷なものが見えた上での希望とは何なのかというのを、同音や歌詞で表現するのかを頭の中で整理していた。」「曲自体は1時間ほどで出来たけど、頭の中でイメージを1か月ぐらい考えていた。」と語っている。また、ドラマで主演を務めた玉木宏は、「歌詞の世界観も曲調も『優しく力強い』という印象を受けた。ちゃんと芯があり、芝野の気持ちにリンクしているん部分があると思う。明るいで家ではなく、町工場の静かな雰囲気と、そこから再生していくんだという力強さがマッチしているように感じた。」とコメントしている。
ミュージック・ビデオには、眞栄田郷敦が出演。このミュージック・ビデオについて佐藤は「歌詞で描いていた世界観が、映像のシンプルなストーリーが表現する若者の日常と、眞栄田くんの瑞々しい表情と演技で、ドラマとは異なった角度からの、心情の奥深さや葛藤を表現していると感じている。」とコメントしている。
シングルのカップリングとして、「Horizon Drive」のほかに、Kan SanoとUQiYOによる表題曲のリミックスバージョンが収録された。

## 収録曲
| #         | タイトル                   | 作詞・作曲        | 時間  |
| --------- | -------------------------- | ----------------- | ----- |
| 1.        | 「Spiral」                 | 藤田千章 佐藤竹善 | 4:34  |
| 2.        | 「Horizon Drive」          | 西村智彦          | 5:16  |
| 3.        | 「Spiral」(Kan Sano Remix) | 藤田千章 佐藤竹善 | 4:40  |
| 4.        | 「Spiral」(UQiYO Remix)    | 藤田千章 佐藤竹善 | 4:43  |
| 合計時間: | 合計時間:                  | 合計時間:         | 19:13 |

## タイアップ
- テレビ東京系 ドラマBiz『スパイラル〜町工場の奇跡〜』主題歌（＃1）